# Sursee
Sursee (gsw. Sorsi, Soorsi) – miasto i gmina w środkowej Szwajcarii, w kantonie Lucerna, siedziba administracyjna okręgu Sursee. Leży nad jeziorem Sempachersee.

## Demografia
W Sursee mieszkają 10 382 osoby. W 2021 roku 17% populacji gminy stanowiły osoby urodzone poza Szwajcarią. 
-- Współpraca ==
Miejscowości partnerskie:
- Highland, Stany Zjednoczone
- Martigny, Valais

## Transport
Przez teren gminy przebiegają autostrada A2 oraz drogi główne nr 2, nr 23 i nr 24. 